# Saint-Léger-des-Vignes
Saint-Léger-des-Vignes is een gemeente in het Franse departement Nièvre (regio Bourgogne-Franche-Comté) en telt 2048 inwoners (2009). De plaats maakt deel uit van het arrondissement Nevers.

## Geografie
De oppervlakte van Saint-Léger-des-Vignes bedraagt 9,2 km², de bevolkingsdichtheid is 223,1 inwoners per km².
De onderstaande kaart toont de ligging van Saint-Léger-des-Vignes met de belangrijkste infrastructuur en aangrenzende gemeenten.

## Demografie
Onderstaande figuur toont het verloop van het inwonertal (bron: INSEE-tellingen).

## Geboren
- Albert Mahaut (1867-1943), pedagoog en organist
- Jean-Marie Clamamus (1879-1973), communistisch politicus